# Pomiany (województwo podlaskie)
Pomiany – wieś w Polsce położona w województwie podlaskim, w powiecie augustowskim, w gminie Bargłów Kościelny.
| SIMC    | Nazwa         | Rodzaj    |
| ------- | ------------- | --------- |
| 0754503 | Pod Bargłowem | część wsi |
| 0754510 | Pod Lasem     | część wsi |
| 0754526 | Rozalin       | część wsi |

W II połowie XVII w. na skutek procesu koncentracji własności szlacheckiej wieś Pomiany wraz z wsiami Łabętnik i Reszki wchodziła w skład dóbr Pomiańskich stworzonych przez ród szlachecki Rydzewskich h. Suchekomnaty (Kownaty).
W latach 1975–1998 miejscowość położona była w województwie suwalskim.